# Father's Lesson
Father's Lesson è un cortometraggio muto del 1908 diretto da Lewin Fitzhamon.

## Trama
Arrabbiato, un padre vende i pony dei figli. Li vedrà tornare a casa guidati da un cane.

## Produzione
Il film fu prodotto dalla Hepworth.

## Distribuzione
Distribuito dalla Hepworth, il film - un cortometraggio di 162 metri - uscì nelle sale cinematografiche britanniche nel marzo 1908.
Nello stesso anno, la Williams, Brown and Earle lo presentò anche negli Stati Uniti.
Si conoscono pochi dati del film che, prodotto dalla Hepworth, fu distrutto nel 1924 dallo stesso produttore, Cecil M. Hepworth. Fallito, in gravissime difficoltà finanziarie, il produttore pensò in questo modo di poter almeno recuperare il nitrato d'argento della pellicola.